# Bonnecourt
Bonnecourt település Franciaországban, Haute-Marne megyében. Lakosainak száma 131 fő (2022. január 1.). Bonnecourt Frécourt, Val-de-Meuse, Neuilly-l’Évêque, Poiseul és Chauffourt községekkel határos.

## Népesség
A település népességének változása:
| Lakosok száma | 220  | 152  | 127  | 128  | 124  | 130  | 140  | 141  | 144  | 131  |
|               | 1968 | 1990 | 2006 | 2011 | 2015 | 2016 | 2018 | 2019 | 2021 | 2022 |